# Pont de Xijin
Le pont de Xinjin, (en sinogrammes traditionnels : 西津橋, en sinogrammes simplifiés : 西津桥, en pinyin : Xī Jīn Qiáo) est un ancien pont couvert chinois ((zh) lángqiáo). Il est situé à Yongkang, dans la province de Zhejiang, en République populaire de Chine.
Les matériaux de construction de l'ouvrage sont une combinaison de bois et de pierre, correspondant à des périodes différentes. Le pont a été édifié, à l'origine, en bois pendant la Dynastie Ming en 1718. Il mesurait alors 206,3 mètres et comprenait quinze piles et seize arches. Pendant la Dynastie Qing, l'ouvrage a été doté de piles en pierre pour améliorer sa capacité. Cette modification a eu pour conséquence de raccourcir le pont à 166 mètres sur douze piles et treize arches.